# Page One (album de Joe Henderson)
 (juillet 2024).
La mise en forme du texte ne suit pas les recommandations de Wikipédia : il faut le « wikifier ».
Les points d'amélioration suivants sont les cas les plus fréquents. Le détail des points à revoir est peut-être précisé sur la page de discussion.
- Les titres sont pré-formatés par le logiciel. Ils ne sont ni en capitales, ni en gras.
- Le texte ne doit pas être écrit en capitales (les noms de famille non plus), ni en gras, ni en italique, ni en « petit »…
- Le gras n'est utilisé que pour surligner le titre de l'article dans l'introduction, une seule fois.
- L'italique est rarement utilisé : mots en langue étrangère, titres d'œuvres, noms de bateaux, etc.
- Les citations ne sont pas en italique mais en corps de texte normal. Elles sont entourées par des guillemets français : « et ».
- Les listes à puces sont à éviter, des paragraphes rédigés étant largement préférés. Les tableaux sont à réserver à la présentation de données structurées (résultats, etc.).
- Les appels de note de bas de page (petits chiffres en exposant, introduits par l'outil «  Source ») sont à placer entre la fin de phrase et le point final[comme ça].
- Les liens internes (vers d'autres articles de Wikipédia) sont à choisir avec parcimonie. Créez des liens vers des articles approfondissant le sujet. Les termes génériques sans rapport avec le sujet sont à éviter, ainsi que les répétitions de liens vers un même terme.
- Les liens externes sont à placer uniquement dans une section « Liens externes », à la fin de l'article. Ces liens sont à choisir avec parcimonie suivant les règles définies. Si un lien sert de source à l'article, son insertion dans le texte est à faire par les notes de bas de page.
- La présentation des références doit suivre les conventions bibliographiques. Il est recommandé d'utiliser les modèles {{Ouvrage}}, {{Chapitre}}, {{Article}}, {{Lien web}} et/ou {{Bibliographie}}. Le mode d'édition visuel peut mettre en forme automatiquement les références.
- Insérer une infobox (cadre d'informations à droite) n'est pas obligatoire pour parachever la mise en page.

Pour une aide détaillée, merci de consulter Aide:Wikification.
Si vous pensez que ces points ont été résolus, vous pouvez retirer ce bandeau et améliorer la mise en forme d'un autre article.
Page One est le premier album du saxophoniste ténor de jazz américain Joe Henderson, enregistré et publié par Blue Note Records en 1963. Les titres ont été écrits soit par Joe Henderson, soit par Kenny Dorham ; deux morceaux de l'album sont devenus des standards du jazz : Recorda Me de Henderson et Blue Bossa de Dorham. Tous les musiciens apparaissent nommément sur la couverture à l'exception de Tyner, qui est crédité sous le nom de "ETC." en raison de son contrat en cours avec le concurrent Impulse! Records .

## Réception
AllMusic décrit l'album comme « a particularly strong and historic effort » . Selon All About Jazz, Page One est toujours l'un des « albums d'Henderson les plus acclamés par la critique »   .PopMatters, en revanche, préfère les travaux ultérieurs, indiquant dans une critique que Page One « has the careful feel of a leader’s first session ». L'album a été identifié par Scott Yanow dans son essai Allmusic " Hard Bop " comme l'un des 17 enregistrements Hard Bop essentiels.
L'album est sorti sur CD en 1988 (Blue Note) et a été régulièrement réédité depuis lors.

## Liste des titres
Toutes les compositions de Joe Henderson, sauf indication contraire.
1. Blue Bossa (Kenny Dorham) – 8:03
2. La Mesha (Kenny Dorham) – 9h10
3. Homestretch – 4:15
4. Recorda Me – 6:03
5. Jinrikisha – 7:24
6. Out of the Night – 7:23

## Musiciens
- Joe Henderson – saxophone ténor
- Kenny Dorham – trompette
- McCoy Tyner – piano
- Butch Warren – basse
- Pete La Roca – batterie

## Production
- Alfred Lion – producteur
- Reid Miles – conception, conception de la couverture
- Rudy Van Gelder – ingénieur, remasterisation, remasterisation numérique
- Francis Wolff – photographie, photo de couverture
- Michael Cuscuna – producteur de réédition de CD
- Bob Blumenthal – notes de doublure de réédition
- Kenny Dorham – notes de doublure